# Stadion Olimpijski Guangdong
Stadion Olimpijski Guangdong (chiń. upr. 广东奥林匹克体育中心; chiń. trad. 廣東奧林匹克體育中心; pinyin Guǎngdōng Àolínpǐkè Tǐyù Zhōngxīn) – wielofunkcyjny stadion położony w Kantonie, w Chińskiej Republice Ludowej. Najczęściej używany jest do meczów piłki nożnej. Stadion został zbudowany w 2001. Ma pojemność 80.012 osób. W 2009 odbyły się tutaj lekkoatletyczne mistrzostwa Azji, a w 2010 obiekt był areną zawodów lekkoatletycznych podczas igrzysk azjatyckich.